# Sabrina Le Beauf
Sabrina Le Beauf, amerikansk skådespelerska, född 21 mars 1958 i New Orleans, Louisiana, USA.

## Filmografi
- 1984 - The Cosby Show
- 1989 - Howard Beach: Making a Case for Murder
- 2004 - Fatherhood

## Utmärkelser
- 1989 - Young Artist Award - Best Young Actor/Actress Ensemble in a Television Comedy, Drama Series or Special för The Cosby Show